# Der Mond ist ein schöner Ort
Der Mond ist ein schöner Ort ist ein deutscher Kurzfilm von Anne Maschlanka und Viktoria Gurtovaj aus dem Jahr 2011. In Deutschland feierte der Film am 8. Mai 2011 bei den Internationalen Kurzfilmtagen in Oberhausen Weltpremiere.

## Handlung
Die Achtjährige Nurie lässt den Zuschauer an ihrer Welt teilhaben. Außerdem teilt sie ihre Gedanken zur Lage in ihrer Heimat Albanien mit. Manchmal greift Nurie auch selbst zur Kamera, filmt in ihrer Heimatstadt Berat und lässt ihre Wünsche erkennen.

## Kritiken
„Eine Annäherung an ein eher unbekanntes Land und an eine junge Protagonistin, die uns verschiedene Facetten ihres Lebens zeigt. Ihr Alltag ist geprägt durch die Erfahrungen ihrer Eltern; die Folgen des Bürgerkriegs und der schwierige Neuanfang sind in Bildern und Worten sicht- und spürbar. Den Regisseurinnen gelingt es in kürzester Zeit, ein Vertrauensverhältnis zu dem Mädchen aufzubauen, die Kamera bleibt immer dicht bei ihr und wird auch durch ihre Hand geführt. Damit unterstreicht der bemerkenswerte Dokumentarfilm sowohl seine klare Perspektive wie auch seine große Nähe zum Sujet.“

„Ein ungewöhnlicher Film, erzählt aus der Perspektive eines besonderen Mädchens, das uns staunen und manchmal auch schaudern lässt, wenn es zum Beispiel berichtet, dass es durchaus Spaß am Töten empfindet. Mit viel Einfühlungsvermögen und im besten Sinne dokumentarisch entwerfen die Regisseurinnen mit einfachsten Mitteln das Porträt einer uns unbekannten und zerrissenen Region. Wir waren sehr beeindruckt von der atmosphärischen Dichte und der Direktheit der filmischen Erzählung, und die Präsenz und Offenheit ihrer Hauptfigur wirkt noch lange nach.“

„‚Der Mond ist ein schöner Ort‘ ist nicht nur das Porträt eines bezaubernden Kindes, sondern auch eine clevere und zugleich sehr lustige Geschichte über ein Mädchen, das mit den Herausforderungen des Erwachsenwerdens konfrontiert ist. Anne Maschlanka und Viktoria Gurtovaj, die beiden Regisseurinnen dieses außergewöhnlichen Films, zeigen sehr präzise die Komplexität der Welt aus der Sicht eines Kindes. Die Integration von Kameraaufnahmen der Hauptfigur ist Teil eines sehr durchdachten Konzepts, das uns ihre vielschichtige Welt nicht nur sehen, sondern erleben lässt.“

## Auszeichnungen
Internationale Kurzfilmtage Oberhausen 2011
- Zweiter Preis des NRW-Wettbewerbs

Europäisches Kurzfilmfestival Köln UNLIMITED 2011
- 1. Jurypreis im Wettbewerb NRW

Internationales Festival der Filmhochschulen München 2011
- Bester Dokumentarfilm – ARRI-Preis